# إقليم هرادتس كرالوفه
إقليم هرادتس كرالوفه (بالتشيكية: Královéhradecký kraj)‏ هو أحد أقاليم جمهورية التشيك الأربعة عشر التي استحدثت حسب التقسيمات الإدارية الجديدة لجمهورية التشيك سنة 2000. يقع الإقليم في الشمال الشرقي بالنسبة لمنطقة بوهيميا التاريخية وفي الشمال بالنسبة للبلاد ككل.
عاصمة هذا الأقليم هي هرادتس كرالوفه وبها تسمّى، ويحده من الجنوب إقليم باردوبيتسه، ومن الجنوب الغربي إقليم بوهيميا الوسطى، ومن الغرب إقليم ليبيريتس. يتاخم الإقليم الحدود البولندية حيث يشترك بحدود طولها 208 كم مع محافظة سيليزيا السفلى في الشمال والشرق.

## المقاطعات
يقسم الإقليم إلى 5 مقاطعات وهي:
- مقاطعة هرادتس كرالوفه Okres Hradec Králové
- مقاطعة يتشين Okres Jičín
- مقاطعة ناخود Okres Náchod
- مقاطعة ريخنوف ناد كنيجنو Okres Rychnov nad Kněžnou
- مقاطعة ترتنوف Okres Trutnov

## اقرأ أيضاً
- أقاليم جمهورية التشيك
- هرادتس كرالوفه